# Fushë-Kruja
Fushë-Kruja este un oraș din Albania.